# Juventus Football Club
|  | «Juventus» redirigeix aquí. Vegeu-ne altres significats a «Juventus (desambiguació)». |

La Juventus Football Club és un club de futbol de la ciutat de Torí (Itàlia). Actualment és l'únic club italià que té l'estadi en propietat, el Juventus Stadium, inaugurat el 8 de setembre del 2011. El club va ser fundat l'1 de novembre de 1897 amb el nom de «Sport Club Juventus» per un grup d'estudiants locals. Actualment participa en la màxima categoria professional del futbol italià (denominada des de 1929 Serie A). Des de la seva fundació el 1898 fins al 1929 el campionat italià de futbol era conegut com a Campionat Federal o Campionat per Grups per estar constituït en grups segons la regió de procedència dels clubs. En la qual ha transcorregut la major part de la seva història amb l'única excepció de la temporada 2006-07.
L'origen del club resta obscur des del punt de vista periodístic, a causa que a les darreries del segle xix l'esport no estava prou difós al país com per justificar l'interès de la premsa. De fet, l'únic document que va fer referència als orígens de la Juventus amb suficient certesa va ser publicat en la seva revista institucional el 26 de desembre de 1915. Els colors que identifiquen al club són el blanc i el negre, els quals utilitza en el seu uniforme des del 1903. El club juga com a local al Juventus Stadium, que té amb una capacitat total de 41.000 espectadors i unes dimensions de 105x68 metres.
Històricament es tracta del club més reeixit d'Itàlia i al mateix temps un dels clubs més llorejats i coneguts del món. La Juventus F.C. és el club amb el nombre més gran de títols oficials guanyats en el futbol italià amb un total de 60 campionats (36 Lligues, 15 Copes i 9 Supercopes). A nivell internacional és el segon club amb el nombre més gran de títols internacionals guanyats (11), per davant de l'Inter de Milà (9), i únicament superat per l'AC Milan (18). La Juventus, a més, és el club italià que compta amb el nombre més gran de títols en competicions oficials (56), per davant dels citats Milan (48) i Inter (39). La Juventus va ser el primer club italià i del sud d'Europa en guanyar la Copa de la UEFA (temporada 1976-77), és el quart club europeu i vuitè del món amb la major quantitat de títols oficials guanyats en l'àmbit internacional. Amb 11 trofeus internacionals, la Juventus és —al costat del Liverpool FC— el quart club europeu amb la major quantitat de tornejos organitzats a nivell confederatiu i/o interconfederatiu guanyats, únicament superat per l'AC Milan (18), el Reial Madrid (18) i el FC Barcelona (14). A nivell mundial és el vuitè club amb la major quantitat de trofeus internacionals oficials, sent superat per l'Al-Ahly (20), Boca Juniors (18), CA Independiente (16), São Paulo (12) i els tres clubs europeus ja citats. Sent a més el primer club en la història del futbol europeu en guanyar les tres principals competicions organitzades per la Unió Europea d'Associacions de Futbol (actualment és un dels únics quatre en aconseguir-ho al costat de l'Ajax d'Amsterdam, del FC Bayern de Múnic i del Chelsea FC) i el primer club del món —i únic fins al present— en guanyar totes les competicions confederatives i el títol mundial interclubs. La Juventus Football Club és l'únic club del món que ha guanyat totes les competicions confederatives possibles en la seva categoria i el títol mundial (Copa Intercontinental i/o Copa Mundial de Clubs). A més, al costat de l'Étoile Sportive du Sahel de Tunísia, és l'únic club del món que ha obtingut el títol en totes les competicions internacionals organitzades per la seva respectiva confederació.
L'any 2009 va ser reconegut com el millor club italià del segle xx i segon a nivell europeu durant aquest mateix període per la Federació Internacional d'Història i Estadística de Futbol, institució reconeguda per la FIFA. Els seus clàssics rivals són el Torino Football Club, amb el qual disputa el Derbi de Torí, i l'Inter de Milà, club enfront del qual disputa el denominat Derbi d'Itàlia. Vinculada a la família industrial Agnelli des de l'dècada de 1920, el club torinès va formar part, en qualitat de membre fundador, de l'Associació de Clubs Europeus (abans G-14), una organització internacional que agrupava als clubs més importants i influents d'Europa.

## Història

### Fundació i primers anys (1897-1930)

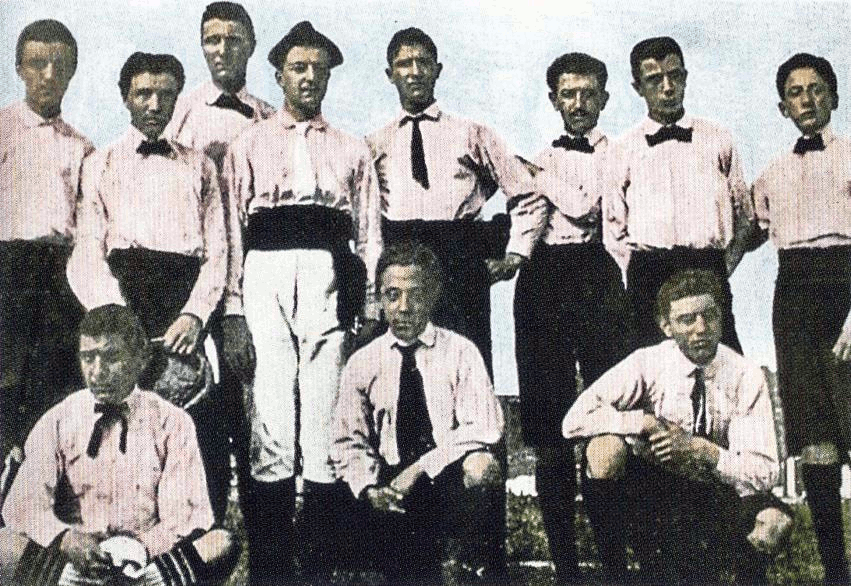
Els fundadors / futbolistes de la Juventus FC amb la primera indumentària del club.

La Juventus Football Club va ser fundada l'1 de novembre de 1897 amb el nom de «Sport Club Juventus», per un grup d'estudiants locals, del Liceu Classico Massimo D'Azeglio, que solien reunir-se entorn d'una banqueta d'una Plaça d'Armes propera (la qual es troba actualment a la seu del club). El seu primer uniforme, el qual va usar durant els seus primers cinc anys, va estar compost per una camisa de color rosat amb mocador o corbata negra i uns pantalons curts també de color negre.
Sota el nom de «Foot-Ball Club Juventus», la societat es va inscriure oficialment en la Federació Italiana de Futbol l'11 de maig de 1900 i va debutar en la tercera edició del Campionat Federal, però no va superar la fase eliminatòria (derrota 1:0 contra el FC Torinese). Va ser el 1905, durant la presidència de l'empresari tèxtil suís Alfred Dick, que el club va guanyar per primera vegada el campionat nacional, davant el Gènova FC en el partit decisiu del grup final del campionat, amb vint-i-cinc triomfs, cinc empats i quatre derrotes; i setanta-nou gols a favor.
Un any després Alfred Dick, que estava meditant sobre la possibilitat de portar l'equip a l'estranger, fins i tot canviar-li el nom a la societat per Jugend Fussballverein, després de diverses discussions amb els socis del club, va decidir renunciar a la presidència per fundar, amb el suport d'alguns futbolistes i accionistes dissidents, el Foot-Ball Club Torino. Per tant, l'equip bianconero es va quedar amb pocs futbolistes i escassos recursos financers, generant un període crític en l'economia del club que es va estendre per un llarg temps.

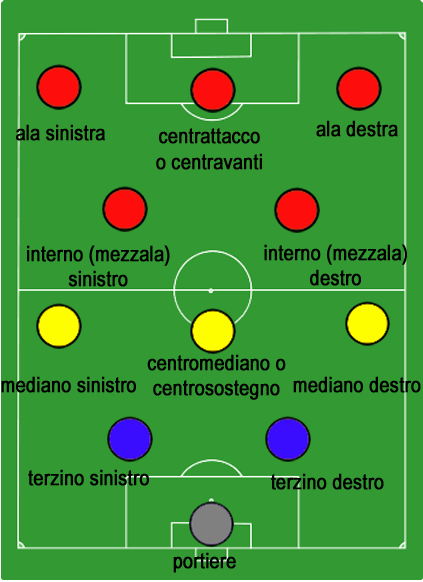
Esquema tàctic utilitzat durant el Quinquenni d'Or.

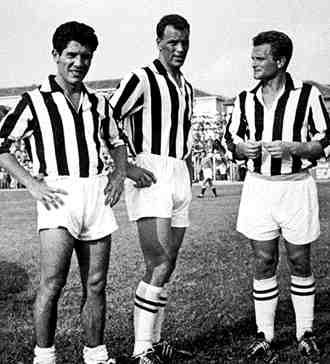
El Trio Màgic compost per Omar Sívori, John Charles i Giampiero Boniperti.

El 24 de juliol de 1923 la Família Agnelli, propietària del Grup Fiat, va prendre participació en la Juventus per primera vegada a través de la figura d'Edoardo Agnelli, fill del fundador de l'empresa i electe president de la societat. En aquesta mateixa temporada es va produir el debut del porter Gianpiero Combi, al costat de Virginio Rosetta (qui va arribar al club procedent del Pro Vercelli Calcio el 1926), Federico Munerati, Aldo Borel, Carlo Bigatto i Giuseppe Grabbi, a més de l'arribada a la capital piemontesa del primer entrenador en la història dels bianconeros, l'hongarès Jenő Károly.

### El Quinquenni d'Or (1931-1935)
Sota la direcció del tècnic italià Carlo Carcano, qui va arribar al club el 1930 juntament amb els futbolistes Mario Varglien, Giovanni Varglien, Luis Monti, Luigi Bertolini, Renato Cesarini, Giovanni Ferrari, Raimundo Orsi i Felice Borel; el club va aconseguir durant cinc anys consecutius la conquesta de l'scudetto.
La Juventus va culminar el denominat Quinquenni d'Or amb el debut dels juvenils Pietro Rava i Alfredo Foni (els qui posteriorment van obtenir la medalla d'or en els Jocs Olímpics de Berlín de 1936 i la Copa Mundial de Futbol de 1938) en el primer equip en la temporada 1934-35, vencent amb dos punts, per tercer any consecutiu, per sobre de l'Ambrosiana-Inter. El 14 de juliol de 1935 la societat bianconera va sofrir la desaparició del seu president Edoardo Agnelli en un accident aeri esdevingut a la ciutat de Gènova.

### El Trio Màgic (1957-1961)
El 1957 durant la presidència d'Umberto Agnelli (germà menor de Gianni), van arribar al club el davanter argentí Omar Sívori, procedent del River Plate, i el gal·lès John Charles, procedent del Leeds United FC, els qui van ajudar a Giampiero Boniperti a formar un trio d'atac conegut a Itàlia com el Trio Màgic. Ells van ser importants en la conquesta del dècim scudetto amb cinquanta-un punts i per tant, de la primera «Estrella d'Or al Mèrit Esportiu» atorgada per la Federació Italiana de Futbol, junts van aconseguir guanyar tres campionats de la Serie A i dues Copes d'Itàlia.
La Juventus va guanyar el campionat i la Copa d'Itàlia el 1960, amb cinquanta-cinc punts en la lliga i en la copa, amb victòria final 3-2 davant l'Fiorentina. El 1961 amb els sis gols marcats per Sivori (Pilota d'Or aquesta mateixa temporada) en el 9-1 a l'Inter de Milà, la Juve va guanyar la lliga italiana totalitzant quaranta-nou punts, i al final de la temporada, Boniperti es va retirar després de jugar setze anys en el club.

### El Cicle Llegendari (1972-1986)

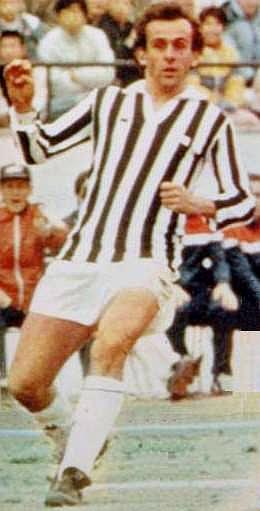
Michel Platini, tres vegades màxim golejador de la Serie A.

Amb la figura de l'exfutbolista Giampiero Boniperti assumint la presidència del club el 13 de juliol de 1971, es va obrir un gran cicle d'èxits per la Vecchia Signora, el denominat Cicle Llegendari. El pla de treball de Boniperti va consistir a fitxar als millors futbolistes del campionat nacional, aquesta etapa va estar caracteritzada per la conformació dels futurs futbolistes claus del procés, al club van arribar Dino Zoff, Fabio Capello, Roberto Bettega, Franco Causio, Giuseppe Furino, Claudio Gentile, entre d'altres.
En aquesta mateixa temporada, el club va aconseguir guanyar per primera vegada en la seva història la final de la Copa d'Europa de futbol, a Belgrad, on va caure 1-0 davant de l'Ajax d'Amsterdam dels Països Baixos. La nova dècada, amb Giovanni Trapattoni en la banqueta, es va iniciar amb èxits, la Juventus va obtenir els campionats de les temporades 1980-81 i 1981-82 (el vintè), després de l'obtenció d'aquest últim, se li va atorgar al club la segona estrella d'Or al Mèrit Esportiu, amb l'aportació de futbolistes com el davanter Paolo Rossi (excanterà del club), Domenico Marocchino i Giuseppe Galderisi.
La temporada següent el club es va classificar en el segon lloc de la lliga, va aconseguir el títol de la Copa d'Itàlia, però va ser derrotat en la final de la Copa de Campions d'Europa disputada a Atenes davant l'Hamburg SV d'Alemanya. La temporada de 1983-84 el club va conformar un equip on destacaven Stefano Tacconi, Cesare Prandelli, Michel Platini, Zbigniew Boniek, Massimo Bonini, Gaetano Scirea, Sergio Brio i Antonio Cabrini, en aquesta mateixa temporada, l'equip va obtenir l'scudetto (amb quaranta-tres punts) i la Recopa d'Europa a Basilea, amb marcador de 2-1 davant del FC Porto el 16 de maig de 1984.
La temporada de 1985 la Juventus va obtenir la Supercopa d'Europa a Torí, amb marcador de 2-0 enfront del Liverpool FC (16 de gener de 1985), i la Copa d'Europa a Brussel·les el 29 de maig, per 1-0 davant del mateix rival, amb el qual el club es va consagrar com el primer en la història del futbol europeu en guanyar les tres principals competicions organitzades per la UEFA, fet pel qual la Unió Europea d'Associacions de Futbol li va conferir en reconeixement la Placa de la UEFA a Ginebra (Suïssa) el 12 de juliol de 1988.
El 29 de maig de 1985 va ocórrer el Desastre de Heysel a l'estadi del mateix nom de Brussel·les, en la qual van morir trenta-nou afeccionats del club davant l'empenta dels hooligans del Liverpool anglès. El 8 de desembre del mateix any, la Juve va guanyar la Copa Intercontinental, el primer títol mundial interclubs de la seva història, a Tòquio, va derrotar 6-4 (4-2 per penals, 2-2 en temps regular) els Argentinos Juniors, erigint-se com el primer club del món en guanyar totes les competicions internacionals possibles.

### L'Stadio delle Alpi i la tornada de Trapattoni (1990-1999)

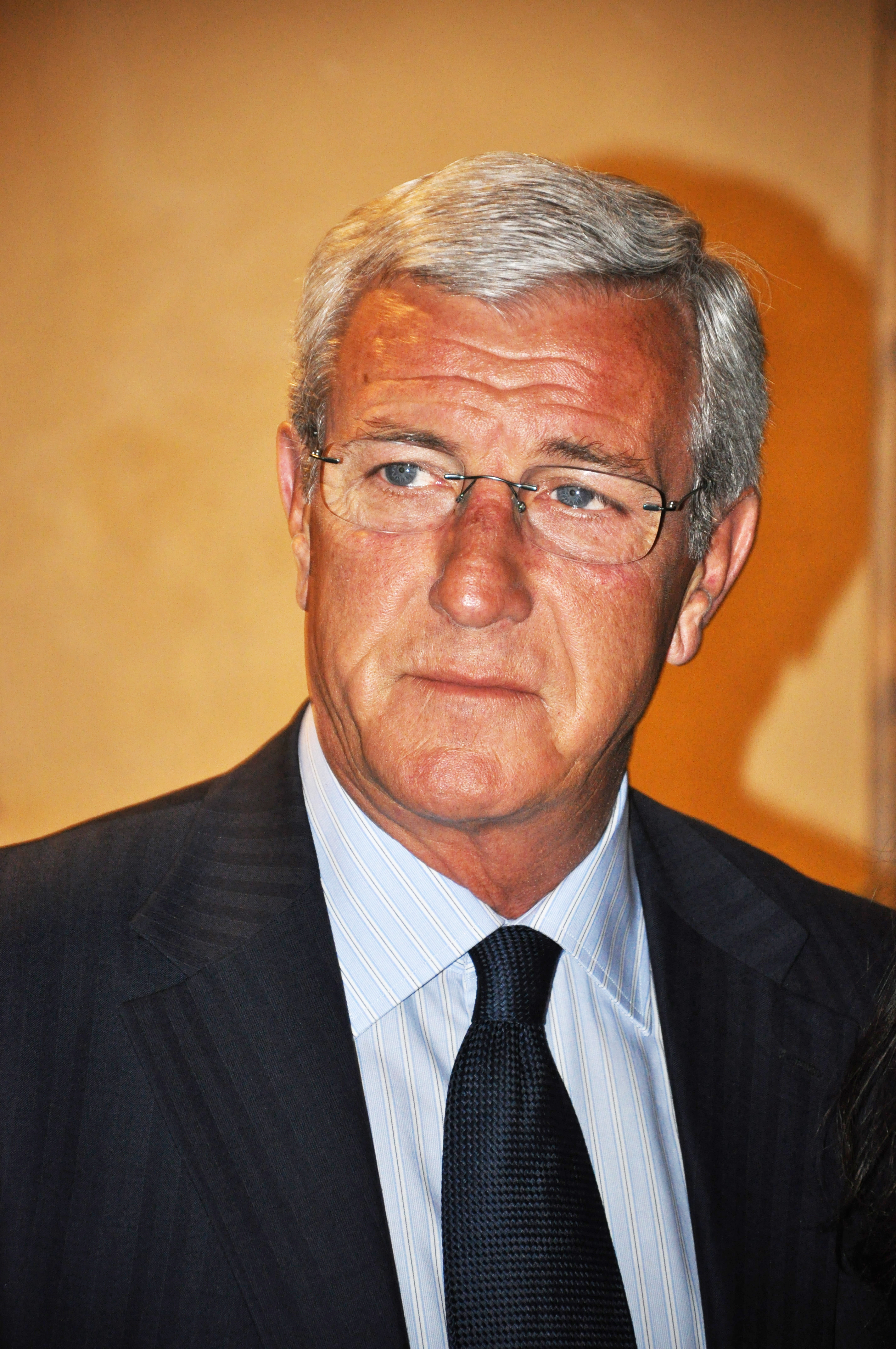
Marcello Lippi, entrenador del club entre 1994 i 1999.

L'advocat italià Vittorio Caissotti di Chiusano va arribar a la presidència del club el 1990; i a partir d'aquest any, el club va començar a disputar els seus partits de local a l'Stadio delle Alpi (construït per la Copa Mundial de Futbol de 1990), el qual va passar a ser propietat definitiva del club l'any 2004. Amb Luigi Maifredi com a entrenador, van arribar al club futbolistes com Júlio César da Silva, Paolo di Canio, Roberto Baggio i Thomas Häßler. En aquesta temporada, el club va aconseguir arribar a les semifinals de la Recopa d'Europa, on va ser eliminat pel FC Barcelona.
La temporada 1991-92 el tècnic Giovanni Trapattoni va tornar a la Juve, i amb ell en la banqueta, el club novament va obtenir el seu nivell competitiu. Malgrat això va perdre la final de la Copa d'Itàlia contra el Parma FC En la següent temporada l'equip va ser reforçat amb Andreas Möller i Gianluca Vialli, i va guanyar per tercera vegada en la seva història la Copa de la UEFA i en la lliga va ocupar el quart lloc. Procedent del Nàpols, Marcello Lippi es va fer càrrec de la Juventus el 1995. La Juve, després de nou anys sense victòries en el campionat, va aconseguir el segon doblet de la seva història. A més de guanyar l'scudetto de la temporada 1994-95 amb noranta-sis gols a favor, setanta-tres punts, deu punts d'avantatge respecte al segon, la Lazio, i va obtenir la seva novena Copa d'Itàlia.
A l'any següent la Juventus, que incloïa en el seu equip a futbolistes com Gianluca Vialli, Fabrizio Ravanelli, Paulo Sousa, Alessandro Del Piero, Angelo Peruzzi, Didier Deschamps, Antonio Conte, Ciro Ferrara i Gianluca Pessotto, van guanyar l'últim trofeu que li faltava al club, la Supercopa d'Itàlia (un trofeu creat per la Federació Italiana de Futbol el 1988, seguint el model de la Supercopa d'Europa). En el futbol internacional, després de nou anys d'absència, la Juventus va participar en la Copa d'Europa (rebatejada des de l'any 1993 com la Lliga de Campions de la UEFA) i, després d'eliminar en quarts de final al Reial Madrid (0-1 a Madrid i 2-0 a Torí), va obtenir el torneig (final jugada a Roma) davant de l'Ajax d'Amsterdam (1-1 en temps regular; 4-2 per penals).

### El segon cicle de Lippi i l'escàndol del Calciopoli (2001-2006)

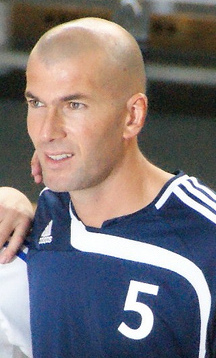
Zinédine Zidane, el tercer traspàs més car de la història.

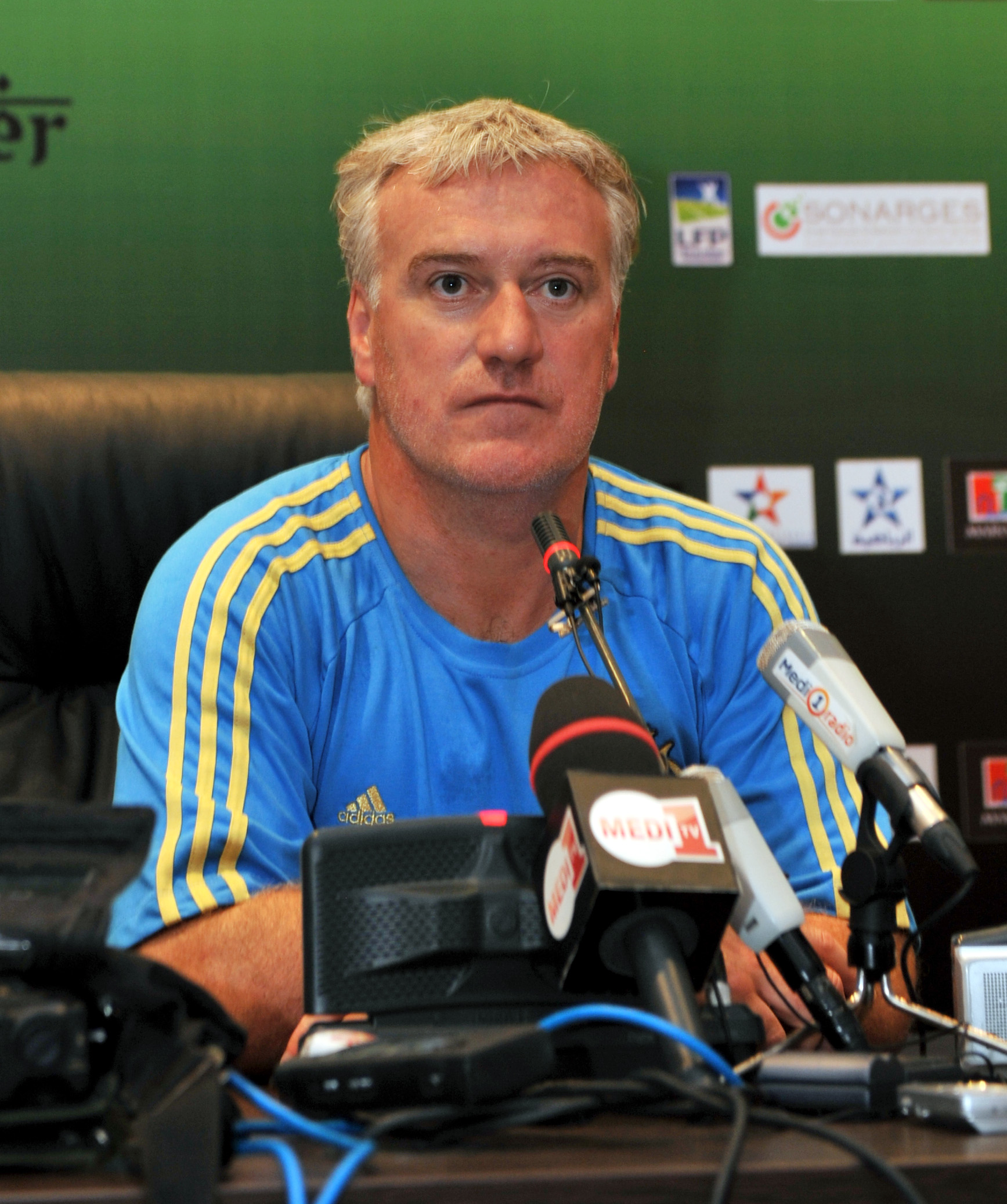
Didier Deschamps, encarregat de dirigir al club a la Serie B.

Després de tres temporades sense obtenir títols, Vittorio Caissotti di Chiusano (president del club en aquest moment) va decidir contractar a una sèrie de futbolistes per renovar la plantilla, entre els quals es trobaven el porter Gianluigi Buffon, el lateral dret Lilian Thuram (tots dos exParma) i el migcampista txec Pavel Nedvěd (exLazio). L'agost de 2001, Zinédine Zidane va ser transferit al Reial Madrid d'Espanya, per la suma de 73,5 milions d'euros (el tercer traspàs més car de la història).
La temporada 2002-03, després d'obtenir la seva tercera Supercopa d'Itàlia contra el Parma, la Juventus va aconseguir el campionat de la lliga amb dos dies d'antelació, i va disputar la final de la Lliga de Campions, després de superar al FC Barcelona en els quarts de final (1-1 a Torí i 1-2 a Barcelona) i al Reial Madrid en semifinals (2-1 a l'Estadi Santiago Bernabéu i 3-1 a l'Stadio delle Alpi). Disputant per setena ocasió la final del torneig, realitzat a Manchester, l'equip va caure 2-3 en la definició per penals davant l'AC Milan, després d'empatar sense gols en el temps regular i suplementari.
El juny de 2006, la Juventus va inaugurar el seu nou Juventus Center, situat a la localitat de Vinovo (als afores de la ciutat de Torí). Aquest mateix mes, arran de l'escàndol d'intercepcions telefòniques i la influència en la designació d'àrbitres del futbol italià (denominat Calciopoli), la Família Agnelli va decidir nomenar un nou Consell d'Administració en el club (destacant l'empresari Giovanni Cobolli Gigli com a nou president de la societat i els ex-futbolistes Marco Tardelli i Gianluca Pessotto). Didier Deschamps va reemplaçar en la direcció tècnica del club a Fabio Capello, convertint-se en el primer entrenador del club d'origen no italià després de trenta-tres anys.
El 14 de juliol de 2006, entorn de les 21:00 (CET) es va publicar la sentència en primera instància que indicava el descens administratiu a la Serie B de la Juventus, la revocació de l'scudetto de la temporada 2004-05 i la no assignació de l'scudetto del campionat 2005-06. Després de l'apel·lació dels clubs implicats davant del Tribunal de Justícia de la Federació Italiana de Futbol, la penalització per punts es va reduir de trenta a disset i el descens a la Serie B (el descens a la Serie B va ser una sanció que només se li va aplicar al club bianconero), de manera similar a les sancions assignades als altres tres clubs implicats: Lazio, Fiorentina i Milan.
El descens a la Serie B va fer que la Juventus perdés diversos futbolistes importants com Fabio Cannavaro, Lilian Thuram, Gianluca Zambrotta o Zlatan Ibrahimović, entre d'altres. Didier Deschamps va ser confirmat com a nou tècnic. En l'esportiu, el club, va sumar vuitanta-cinc punts en quaranta-dos partits disputats en la Serie B (vint-i-vuit victòries, deu empats i quatre derrotes, incloent a més una sanció disciplinària de nou punts a l'inici del torneig, amb el qual hagués collit 94 punts en comptes de 85) i va guanyar el campionat, per la qual cosa va ascendir a la Serie A per disputar la temporada 2007-08. El 4 de juny de 2007 Claudio Ranieri va ser nomenat oficialment com a entrenador de la Juve.

### El retorn a la Serie A i el tricampionat (2007-present)

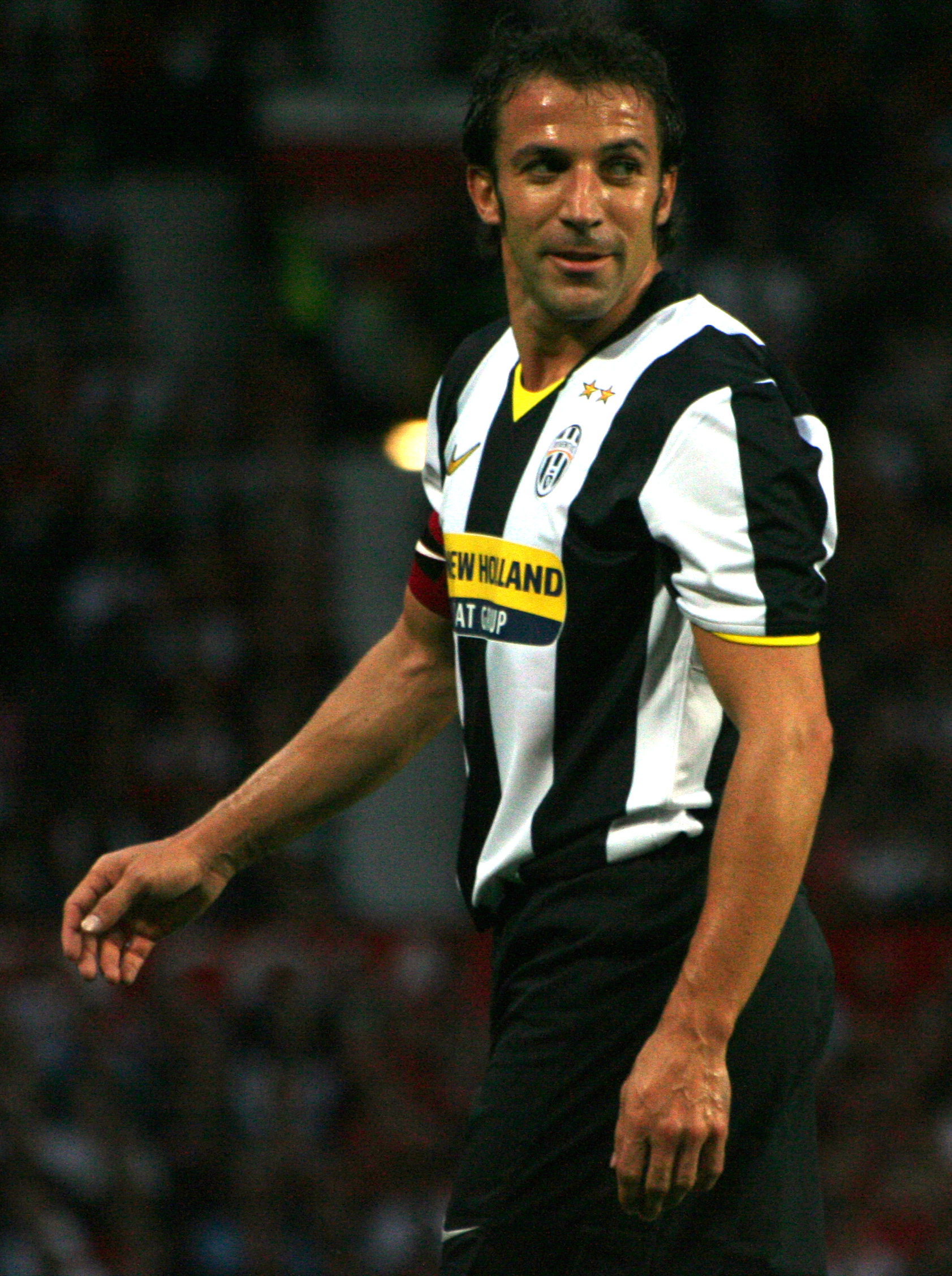
Alessandro Del Piero va deixar el club el 2012 després de dinou temporades.

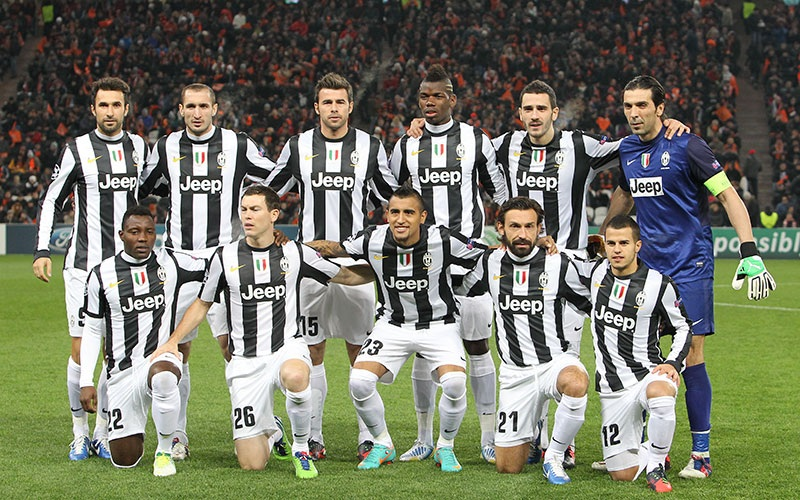
La Juventus durant la Lliga de Campions de la UEFA 2012-13 en un partit contra el Shaktar Donetsk.

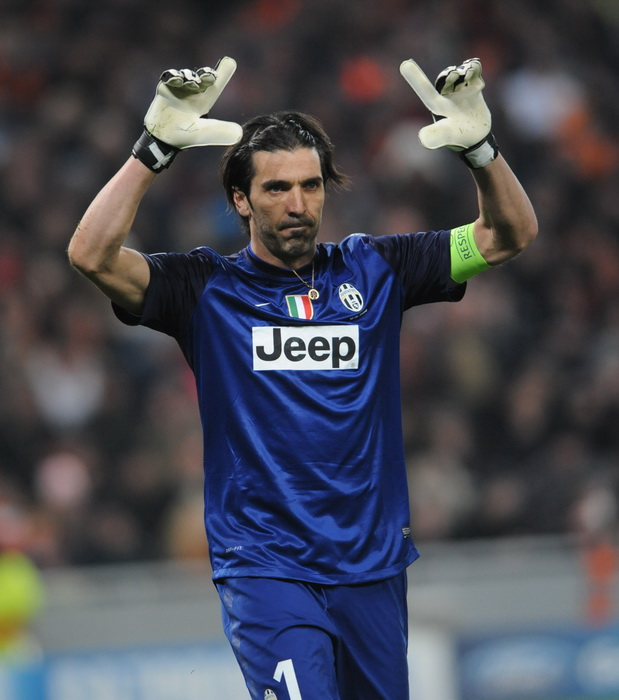
Gianluigi Buffon, durant diversos anys capità de la Juventus.

El retorn de la Juventus a la Serie A es va produir oficialment el dissabte 25 d'agost de 2007, en un partit davant de l'AS Livorno Calcio, que va finalitzar amb marcador de 5-1 a favor dels bianconeros, i al final de la temporada la Juventus va ocupar la tercera posició en el campionat, darrere de l'Inter de Milà i de l'AS Roma. La temporada 2008-09 va haver de disputar la lligueta de classificació per la Lliga de Campions de la UEFA 2008-09 gràcies al tercer lloc aconseguit en la temporada anterior. En aquesta fase es va enfrontar al FC Petržalka, guanyant la sèrie per un resultat global de 5-1, classificant-se en el grup H juntament amb el Reial Madrid, el Zenit Sant Petersburg i el BATE Borisov.
Va acabar en el primer lloc del grup al costat del Reial Madrid amb dotze punts deixant enrere al Zenit i al BAT. En els vuitens de final es van enfrontar amb el Chelsea FC perdent la sèrie i quedant eliminats per un resultat global de 3-2. En el pla local la temporada va estar plagada de bons i mals resultats, els quals van conduir a l'acomiadament del tècnic Claudio Ranieri, sent aquest reemplaçat pel tècnic interí Ciro Ferrara, exjugador del Nàpols i de la Juventus. Finalment la temporada va finalitzar amb un segon lloc en la taula de posicions al costat del Milan amb setanta-quatre punts sota l'Inter de Milà amb deu punts més.
La temporada 2009-10 la Juventus va finalitzar setena en la taula, sent eliminada en quarts de final de la Copa d'Itàlia per l'Inter de Milà. Va acabar tercera del grup A de la Lliga de Campions per darrere del Girondins de Bordeus i del FC Bayern de Múnic, disputant la Lliga Europa de la UEFA (anteriorment Copa de la UEFA) per primera vegada des de l'any 2000. Per la temporada 2010-11 el club va contractar al tècnic italià Luigi Delneri. El 28 d'agost de 2010 després de 171 gols en 320 partits va abandonar el club el davanter francès David Trezeguet, que va fitxar per l'Hèrcules de la Primera Divisió d'Espanya.
La Juventus va finalitzar setena en la Lliga i va ser eliminada en quarts de final de la Copa d'Itàlia per la Roma. A l'Europa League va finalitzar tercera en el seu grup amb sis punts, fruit de sis empats. El 31 de maig de 2011 la societat va fer oficial la contractació de l'exjugador bianconero Antonio Conte com a nou entrenador, en substitució de Delneri. Després de dos anys d'obres, el 8 de setembre de 2011 es va inaugurar el Juventus Stadium, convertint a la Juventus en el primer club d'Itàlia a tenir un estadi en propietat.
El 6 de maig de 2012, després de nou anys, la Juventus es va consagrar campió de la Serie A 2011-12, vencent pel marcador de 2-0 al Cagliari Calcio, adjudicant-se així el seu 28è scudetto. A més, la Juventus va acabar el campionat sense derrotes, amb vint-i-tres victòries, quinze empats i vuitanta-quatre punts. No obstant això, en la Copa d'Itàlia de 2011-12 va perdre en la final contra el Nàpols amb el resultat de 2-0, no podent aconseguir el doblet, però sí que va obtenir la Supercopa d'Itàlia de 2012 vencent als napolitans amb el marcador de 4-2.
La Juventus va tornar a proclamar-se campió de la Serie A en la temporada 2012-13 el 5 de maig de 2013, en guanyar per 1-0 a la US Palermo, després d'haver dominat clarament la competició en ser capdavanters des de la segona jornada. En la Lliga de Campions van arribar fins als quarts de final, sent eliminats pel futur campió d'aquesta competició, l'FC Bayern de Múnic; i en la Copa van caure en semifinals, també davant del que seria campió (Lazio).
La temporada 2013-14 la Juventus va tenir un bon inici en la Lliga, però van aparèixer nous rivals com la Roma i l'Inter. No obstant això, el conjunt bianconero no va baixar el pistó i es va posar líder en la 12a jornada, acabant la primera volta amb cinquanta-dos punts i una ratxa d'onze victòries consecutives; encara que en contrapartida va ser eliminat en la fase de grups de la Lliga de Campions i també va caure en quarts de final de la Copa d'Itàlia. Malgrat sumar un nou revés europeu en caure en semifinals de l'Europa League, la Juventus va mantenir la seva hegemonia a Itàlia en guanyar el seu tercer scudetto consecutiu. El 15 de juliol de 2014, l'entrenador bianconero Antonio Conte va anunciar la seva dimissió de forma inesperada, sent substituït per Massimiliano Allegri.

## La Juventus a la cultura popular
A través dels anys, la Juventus Football Club no només ha aconseguit imposar-se en l'esport tant en l'àmbit nacional com en l'internacional, sinó també en la cultura italiana. La societat bianconera va ser el primer club italià, juntament amb el Gènova FC, a traslladar als seus fanàtics d'una ciutat a una altra, en ocasió d'un partit del campionat disputat a la ciutat de Milà l'1 d'abril de 1906. El vintè-novè derbi entre la Juve i el Torino FC el 15 de maig de 1932, va ser el primer esdeveniment futbolístic a ser transmès en viu per la ràdio, a través de la veu del comentarista Nicolò Carosio de l'Ens Italià Audizioni Radiofoniche (actualment Radiotelevisione Italiana). La trobada disputada entre la Juventus i l'AC Milan el 5 de febrer de 1950, transmès en directe i de forma televisiva a nivell nacional, va representar la primera transmissió d'una trobada del futbol italià a través d'aquest mitjà de comunicació, encara que va ser tractada de forma experimental.
La trobada disputada entre la Juventus i l'AS Roma de Fulvio Bernardini en el Camp Testaccio el 15 de març de 1931, va servir com a inspiració per la pel·lícula Cinque a zero del director Mario Bonnard i la novel·la Li due città de Mario Soldati. Altres pel·lícules relacionades amb la Juventus són: Vacanze in America de Carlo Vanzina el 1984, en la qual es dona una trobada de futbol entre afeccionats de la Juventus i la Roma —rivals pel títol durant els anys 1980— a la Vall de la Mort i Sant Maradona de Marco Ponti el 2001, en la qual fins i tot s'observa una escena a l'Stadio delle Alpi durant una trobada entre la Juventus i l'Atalanta BC corresponent a la temporada 2000-01.
El poema titulat Madama Juve, escrit en piemontès pel novel·lista i periodista Giovanni Arpino en homenatge al club, va ser inclòs en el llibre Operi de 1992, un compendi de l'obra d'Arpino. Una altra publicació, on s'esmenta a la Juventus és la novel·la d'Aldo Nove titulada Port Plata Market de 1997, en la qual l'equip dirigit per Marcello Lippi representa un dels punts centrals de la vida del protagonista.
El 2003, els periodistes Mario i Andrea Parodi relacionen els campionats obtinguts per la Juventus durant les temporades 1976-77 i 1977-78 en el context històric i social d'Itàlia a la fi de la dècada de 1970 a través del llibre In bianco i nero: una gran Juve negli anni del piombo. El club també apareix en el video de presentació de la ciutat de Torí com a seu dels Jocs Olímpics d'Hivern, el qual va ser transmès a nivell mundial per la cadena nord-americana National Broadcasting Company el 10 de febrer de 2006. Documental de la National Broadcasting Company The World comes to Torino transmès en italià i anglès en senyal internacional el 10 de febrer de 2006 com a presentació de la ciutat de Torí abans de l'inici de la Cerimònia d'Obertura dels Jocs Olímpics de Torí 2006.
L'entitat turinesa és denominada FC Piemonte a la sèrie d'anime japonès Capità Tsubasa: Road to 2002 i amb el seu nom original en el manga homònim. És conegut també el cor entonat pels afeccionats del Notts County d'Anglaterra —club que té un vincle històric amb l'entitat italiana— denominat It's just like watching Juve, cada vegada que el seu equip realitza una gran presentació. Entre les activitats culturals de Torí relacionades amb la Juventus es pot esmentar l'exhibició denominada Juventus: 110 anni a opera di arte, realitzada per la Fundació Palazzo Bricherasio en ocasió de la celebració dels cent deu anys de la fundació de la societat bianconera del 26 d'octubre al 2 de desembre de 2007.

## Símbols

### Himne
L'himne oficial del club porta per nom Juve, storia di un grande amore, va ser compost pel cantautor italià Paolo Belli el 2006. L'himne és interpretat a l'inici de cada trobada disputada pels bianconeros en el Juventus Stadium. Hi ha altres cançons en homenatge al club com són: Il cielo è bianconero, Vecchia Signora, Juve facci sognare i Magica Juve, totes d'autoria del compositor Francesco De Felice. Una altra cançó que podem esmentar és el Juvecentus, d'autoria del compositor Pierangelo Bertoli el 1997, en ocasió del centenari de la fundació de la societat.

### Escut
L'actual escut del club és el resultat de diverses i petites modificacions de l'escut original utilitzat des dels anys 1920. L'última modificació de l'escut es va produir abans de l'inici de la temporada 2004-05. Actualment l'emblema oficial de l'entitat està format per una figura ovalada —Escut Oval— amb vora negra, dividit en cinc franges verticals (dues blanques i tres negres).
En la part superior es troba una banda horitzontal amb fons blanc i dins d'ella el nom del club en lletres majúscules sobre una vora daurada. En la part inferior del mateix es troba la silueta d'un toro (símbol de la ciutat de Torí) dins d'un escut triangular —al·legoria a l'escut de la ciutat—, i sobre aquest la silueta d'una corona mural. Anteriorment l'escut era de color blau i de majors dimensions.
Una altra característica dels escuts antics de l'entitat va ser la inclusió de dues estrelles daurades («Estrella d'Or al Mèrit Esportiu») atorgades per la Federació Italiana de Futbol el 1958 i el 1982, les quals simbolitzen la conquesta de deu títols de lliga). Durant la passada dècada dels 80, la Juventus va utilitzar com a escut la silueta d'una zebra (símbol de la societat) amb les dues estrelles daurades a banda i banda del cap de l'equí. Aquest emblema va estar coronat pel nom del club -JUVENTUS- formant un arc.

## Uniforme
- Uniforme titular: Samarreta composta per franges verticals en colors alternats blancs i negres amb les vores i el coll circular en color negre, pantalons negres i mitjons blancs amb una franja horitzontal de color negre.
- Uniforme alternatiu: Samarreta rosa, pantalons blancs i mitjons rosa amb una franja horitzontal de color blanc.

### Origen

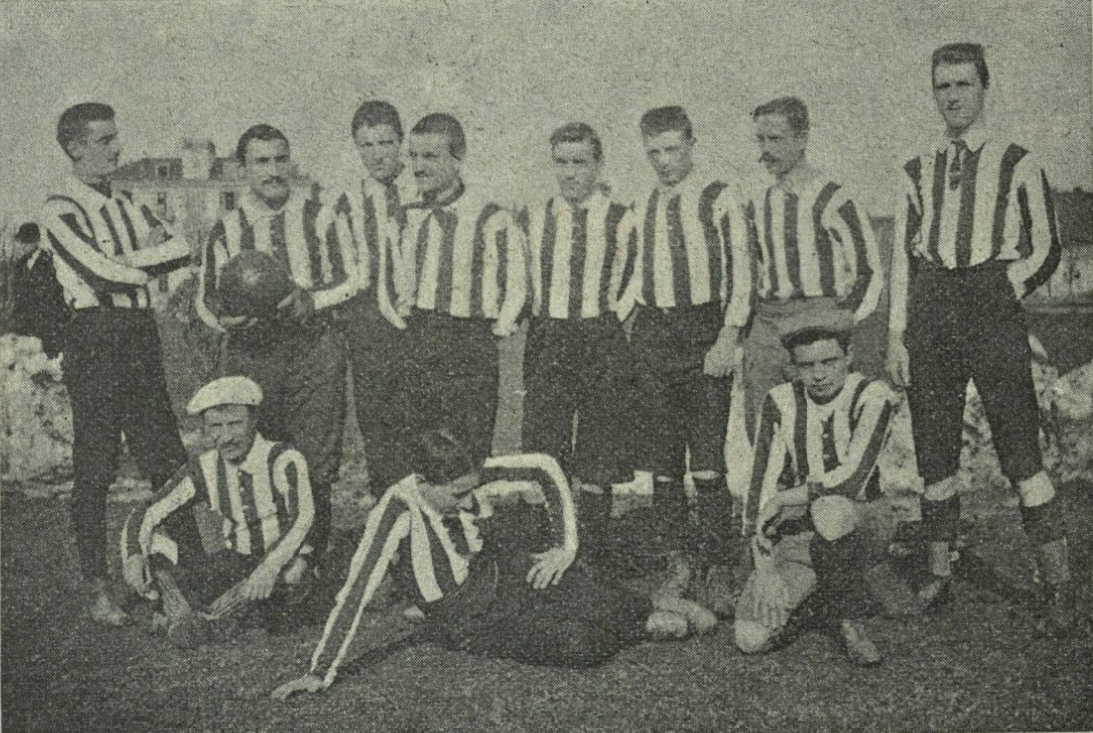
Formació de la Juventus el 1902: el primer any amb la samarreta bianconera.

Cap a finals de 1901 el distribuïdor anglès de tèxtils John Savage, qui residia en aquell temps a Torí, en quedar-se sorprès amb l'estat de l'uniforme del club respecte a l'usat en el primer campionat nacional (1900), va creure convenient redissenyar l'uniforme i importar des d'Anglaterra un millor equipament per al mateix.
Una vegada que Savage va contactar amb un fabricant tèxtil de la ciutat anglesa de Nottingham, li va sol·licitar un nou lot d'uniformes amb els colors originals (rosa i negre), però el to pàl·lid del color rosa va fer que el lot d'uniformes «tacats» tingués molta semblança amb el del club Notts County, el fabricant va reproduir per error l'uniforme del County (blanc i negre) amb lleugeres variacions.
Quan la comanda va arribar a Torí, cap dels futbolistes i membres del club va estar conforme amb el «nou» uniforme (el de colors blancs i negres en franges verticals) i el van rebutjar, però temps després, davant la imminència d'un nou torneig, no van tenir major alternativa que acceptar-lo.
Amb el pas del temps els colors del nou uniforme van formar part fonamental de la identitat de la societat (per això la mascota del club és una zebra). En homenatge als orígens del club, els colors rosa i negre són usualment part de la tercera indumentària de la societat i a més la indumentària de col·lecció en homenatge al centenari del club el 1997 (Il Juvecentus) portava aquests colors.

### Evolució de l'uniforme
| 1897-1899 | 1899-1901 | 1902-1915 | 1915-1920 | 1920-1922 | 1922-1926 | 1926-1927 | 1927-1929 | 1929-1931 | 1931-1936 |
| 1936-1942 | 1942-1943 | 1943-1950 | 1950-1951 | 1951-1952 | 1952-1953 | 1953-1957 | 1957-1958 | 1958-1959 | 1959-1960 |
| 1960-1961 | 1961-1962 | 1962-1965 | 1965-1966 | 1966-1967 | 1967-1968 | 1968-1970 | 1970      | 1970-1972 | 1972-1974 |
| 1974-1975 | 1975-1976 | 1976-1977 | 1977-1978 | 1978-1979 | 1979-1980 | 1980-1981 | 1981-1982 | 1982-1983 | 1983-1984 |
| 1984-1985 | 1985-1986 | 1986-1987 | 1987-1989 | 1989-1990 | 1990-1991 | 1991-1994 | 1994-1995 | 1995-1996 | 1996-1997 |
| 1997-1998 | 1998-1999 | 1999-2000 | 2000-2001 | 2001-2002 | 2002-2003 | 2003-2004 | 2004-2005 | 2005-2006 | 2006-2007 |
| 2007-2008 | 2008-2009 | 2009-2010 | 2010-2011 | 2011-2012 | 2012-2013 | 2013-2014 | 2014-2015 | 2015-2016 | 2016-2017 |
| 2017-2018 | 2018-2019 |           |           |           |           |           |           |           |           |

## Afició

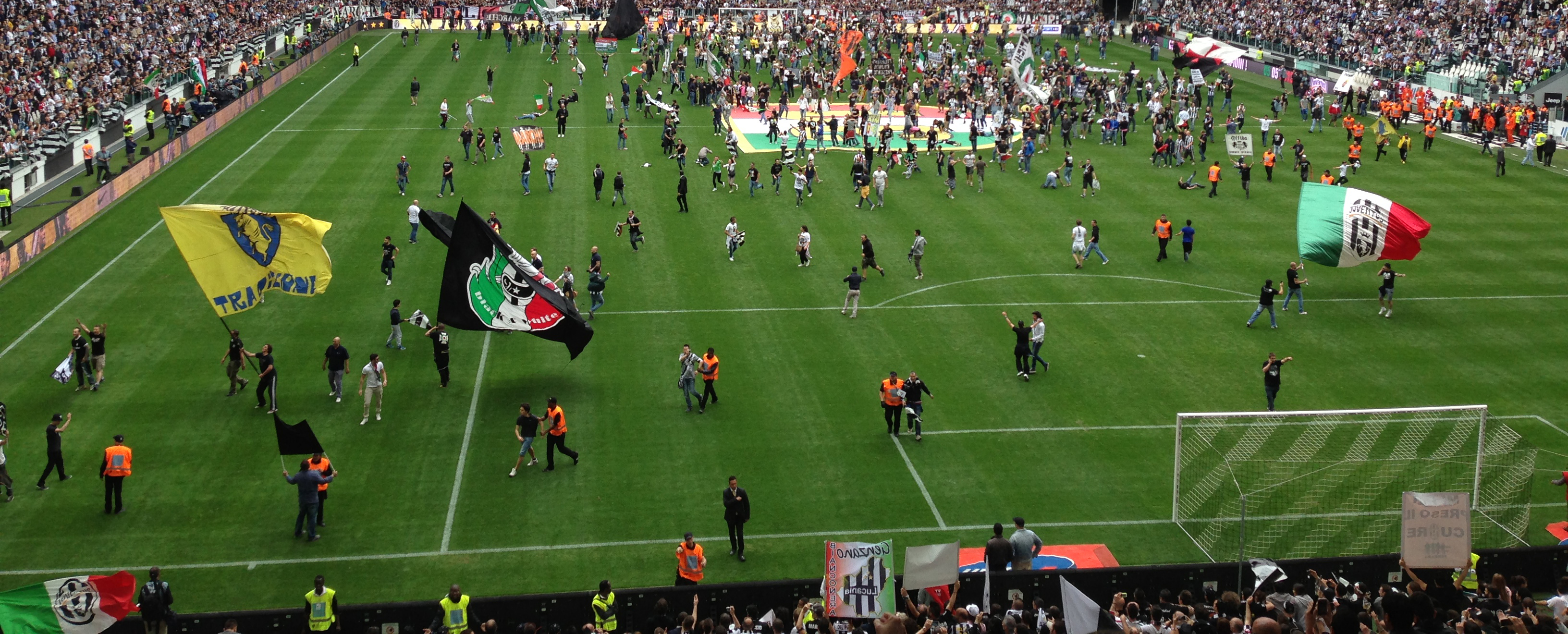
Aficionats del club en el Juventus Stadium.

L'afició de la Juventus de Torí és quantitativament la major del futbol italià amb al voltant de 12 milions d'afeccionats, (un de cada quatre sobre el territori italià), el que representa un 28,5% de preferències segons un sondeig realitzat per l'Institut Donem i publicat en el diari La Repubblica al setembre de 2012. L'equip torinès és un dels clubs amb el nombre més gran de partidaris de tot el món amb més de 180 milions, fins i tot més de 43 milions només a Europa, la major part situats en països amb un alt nombre d'immigrants italians.
Igual que la majoria de les aficions a Itàlia, al començament del segle xx el nombre més gran de partidaris del club bianconero es van originar a la mateixa ciutat i/o regió on va ser fundat, però arran dels seus grans èxits futbolístics i la important contribució a la selecció de futbol d'Itàlia durant l'dècada de 1930, l'afició de la Juventus va tenir un notable creixement, tornant-se en poc temps la primera amb un nombre important de seguidors a cadascuna de les regions d'Itàlia, —i a diferència dels altres equips de la regió nord-occidental— a les regions del sud i insulars, una meta consolidada durant l'dècada de 1960 amb l'increment de la població migratòria a Torí i, a més, amb la formació dels primers grups d'afeccionats.
Els primers grups d'afeccionats juventins van ser creats a mitjan anys 70. El 1977 Beppe Rossi va fundar una agrupació denominada Il Gruppo Storico Fighters, la qual va esdevenir la més important de la Corba Filadèlfia fins a finals dels anys 80. La Corba Sud de l'Stadio delle Alpi era anomenada Scirea en homenatge al defensa i capità de la Juventus i de la selecció de futbol d'Itàlia Gaetano Scirea (1953-1989). Antigament també se l'anomenava Filadèlfia a la Corba Sud de l'Estadi Olímpic de Torí per la carretera que passa per sota de la tribuna. Durant la primera meitat d'aquesta dècada, es van crear nombrosos grups de seguidors com Gioventù Bianconera, Àrea Bianconera, Indianos i Il Vikingo (fundat a Milà). Aquestes agrupacions es van unir sota la denominació de Nucleo Armato Bianconero.

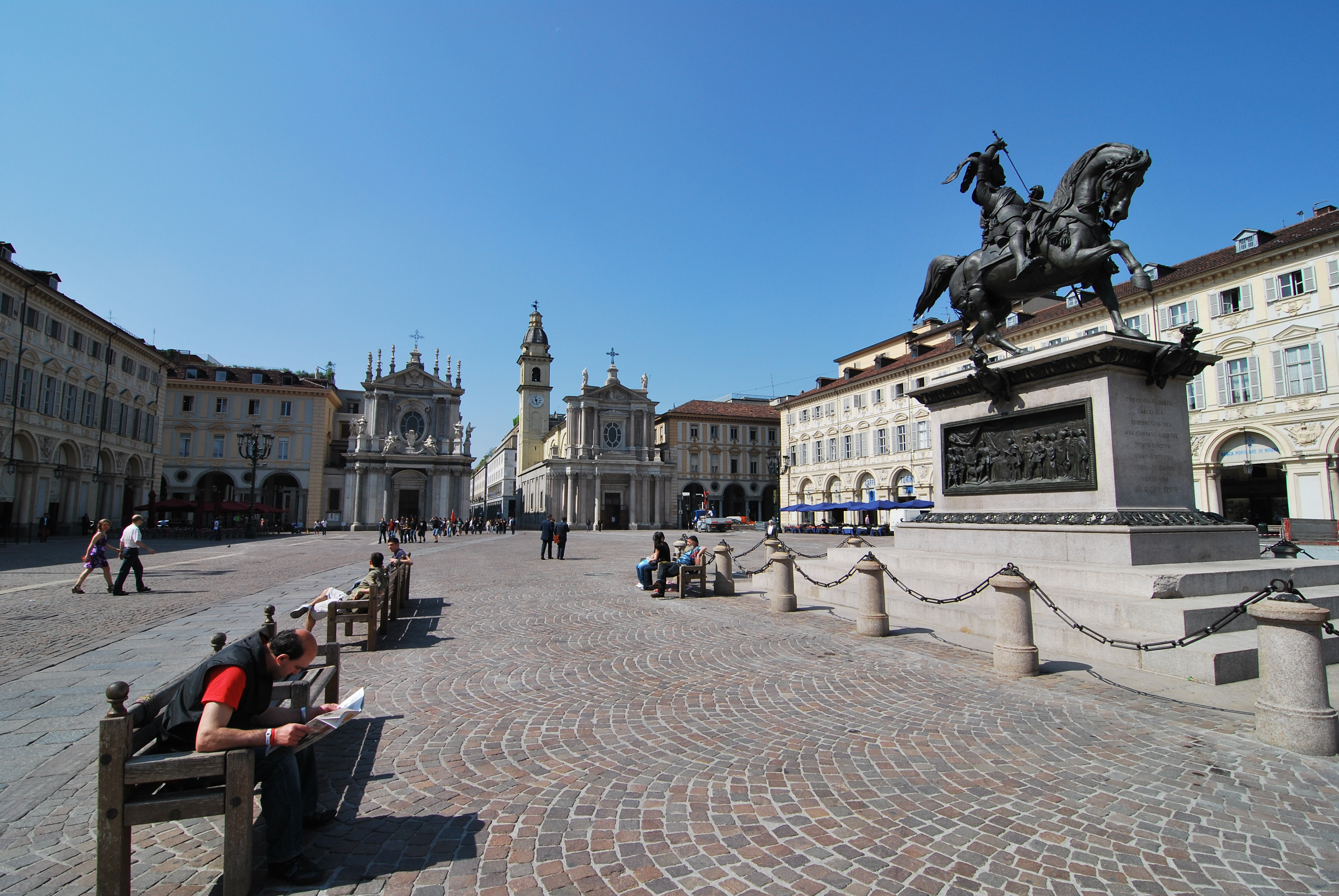
Piazza San Carlo, lloc de trobada dels aficionats de la Juventus de Torí.

El 1987 Il Gruppo Storico Fighters va ser dissolt, i la major part dels seus membres es van unir a altres grups de la Corba Filadèlfia, formant una nova agrupació denominada Arancia Meccanica, inspirada en la pel·lícula homònima del director estatunidenc Stanley Kubrick, no obstant això la violència exhibida en la pel·lícula va forçar al grup a canviar-se el nom per Drughi. D'acord amb la trama de la pel·lícula La taronja mecànica, Drughi és el nom de la colla a la qual pertany el protagonista del film. El 1997 els Drughi van deixar l'escena, permetent que es formés el Black and White Fighters Gruppo Storico 1977, així el grup històric d'afeccionats juventins va ser refundat vint anys després de la seva creació.

### Popularitat
L'afició de la Juventus és quantitativament la major del futbol italià amb més de 14 milions d'afeccionats, un de cada cinc sobre el territori italià, la qual cosa representa un 35 % de preferències segons un sondeig realitzat per l'Institut Damos i publicat en el diari La Repubblica al setembre de 2015.
L'equip de Torí és un dels clubs amb més partidaris del món amb més de 290 milions – dels quals 41 milions es troben en el territori europeu – segons un informe de la Companyia de Recerca de Mercat Esportiu Repucom S.A. el 2014, la major part d'ells situats en països amb un alt nombre d'immigrants italians. La Juventus compta amb grups d'afeccionats a més de vint-i-cinc països.

### Amistats i rivalitats
Des de l'dècada de 1980, els afeccionats juventins van mantenir una amistat amb els seguidors de l'Avellino, després es va dissoldre per iniciativa d'alguns sectors de l'afició avellinesi a la fi dels anys noranta. El 1996 es va fer oficial l'amistat amb els seguidors organitzats del Piacenza Calcio, la qual va ser acabada set anys més tard. Fora d'Itàlia, existeixen acords d'agermanament amb els afeccionats de l'ADO l'Haia dels Països Baixos, Legia de Varsòvia de Polònia, Notts County d'Anglaterra i Elx FC del País Valencià. Els fans juventins mantenen rivalitats amb els seguidors del Torino, Inter de Milà, AC Milan, Fiorentina i AS Roma.

## Estadi
El Juventus Stadium és el principal recinte de la Juventus Football Club. Està situat a Cors Gaetano Scirea, a la ciutat de Torí. Va ser dissenyat pels estudis arquitectònics GAU i Shesa. Compta amb una capacitat total per 41.507 espectadors. La inauguració de l'estadi va tenir lloc el 8 de setembre de 2011, coincidint amb les celebracions pel 150è Aniversari de la Unificació d'Itàlia. El futbolista bianconero Lucca Toni va tenir l'honor d'anotar el primer gol en el Juventus Stadium, en el partit inaugural que va enfrontar a la Juventus amb el Notts County. El partit va finalitzar amb empat a un. El primer partit oficial es va disputar l'11 de setembre de 2011, amb la victòria del club torinès per 4-1 sobre el Parma, en un partit vàlid per la segona jornada de la temporada 2011-12.
El 18 de març de 2008, la junta directiva del club va aprovar la construcció d'un nou estadi a la mateixa ubicació on estava situat l'Stadio delle Alpi. La inversió total va tenir un cost aproximat de 120.000.000 €. L'obra, dissenyada sota la coordinació dels arquitectes Gino Zavanella, Eloy Suárez i l'enginyer Massimo Majowecki, va ser llançat oficialment el 20 de novembre de 2008 a Lingotto, prevista amb una superfície total de 355.000 m² (dels quals 45.000 van ser utilitzats per l'estadi, 155.000 per l'àrea de serveis, 34.000 per a activitats comercials i 30.000 per a zones verdes). Tot l'edifici és de planta rectangular, està envoltat per dues estructures semielíptiques que alberguen restaurants i bars. L'accés a les tribunes es realitza a través dels ponts específics inclosos en els diferents sectors de l'estadi. Compta també amb llotges Vip – dissenyades per Pininfarina – amb vista al jardí.
L'estadi està dissenyat solament per a la pràctica del futbol, per la qual cosa no compta amb pista d'atletisme, el camp de joc es va reduir en prop de cinc metres per sota de les graderies i no hi ha barreres o separació física entre les tribunes i el camp. La part externa de l'estadi està coberta per 40.000 làmines d'alumini reflector i fluctuant, d'acord amb el dissenyador Giugiaro Fabrizio, donen la sensació d'una «bandera en moviment». El pes del sostre, dissenyat en un túnel de vent, està sostingut per mitjà de varetes de dos metres. El sostre és semitransparent amb la finalitat de garantir el pas de la llum suficient per al creixement de la gespa i al mateix temps per a la protecció dels espectadors del sol.

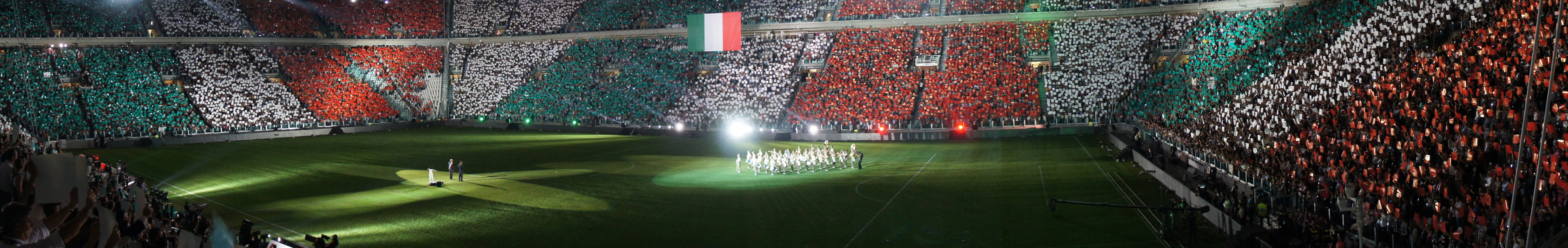
Vista panoràmica del Juventus Stadium durant la cerimònia d'inauguració.

## Centre d'entrenament
El Juventus Center és el centre esportiu de la Juventus, va ser inaugurat a l'agost de 2006 i està situat a la localitat de Vinovo, aproximadament a 14 quilòmetres al sud-oest de la ciutat de Torí. Va ser dissenyat per l'Estudi GAU i Shesa. El complex, un dels més moderns del món, té una superfície de 140.000 m², compta amb set camps de futbol de gespa natural i dos de gespa artificial (un d'ells cobert). El Juventus Center està format per dos edificis, a un dels edificis es troba una piscina, els vestidors, les sales de reunions del cos tècnic i un centre de fisioteràpia. A l'altre edifici es troba el centre de comunicacions del club, equipat amb una sala de premsa, una sala de conferències i la seu de Juventus TV.

## Palmarès
- 2 Copes d'Europa: 
  - 1984-85, 1995-96
- 1 Recopa d'Europa: 
  - 1983-84
- 3 Copes de la UEFA: 
  - 1976-77, 1989-90, 1992-93
- 2 Copes Intercontinentals: 
  - 1985, 1996
- 2 Supercopes d'Europa:
  - 1984, 1996
- 1 Copa Intertoto: 
  - 1999
- 36 Lligues italianes: 
  - 1905, 1925-26, 1930-31, 1931-32, 1932-33, 1933-34, 1934-35, 1949-50, 1951-52, 1957-58, 1959-60, 1960-61, 1966-67, 1971-72, 1972-73, 1974-75, 1976-77, 1977-78, 1980-81, 1981-82, 1983-84, 1985-86, 1994-95, 1996-97, 1997-98, 2001-02, 2002-03, 2011-12, 2012-13, 2013-14, 2014-15, 2015-16, 2016-17, 2017-18, 2018-19, 2019-20
- 15 Copes italianes: 
  - 1937-38, 1941-42, 1958-59, 1959-60, 1964-65, 1978-79, 1982-83, 1989-90, 1994-95, 2014-15, 2015-16, 2016-17, 2017-18, 2020-21, 2023-24
- 9 Supercopes italianes de futbol: 
  - 1995, 1997, 2002, 2003, 2012, 2013, 2015, 2018, 2020
- 1 Copa dels Alps: 
  - 1963
- 1 Trofeu Joan Gamper:
  - 2005

## Plantilla 2025-26
A 24 juliol 2025
| N. | Pos. | Nac. | Jugador                     |
| -- | ---- | --- | --------------------------- |
| 1  | POR  | [[Fitxer:Flag of Italy.svg\|23x15px\|border \|alt=Itàlia\|link=Selecció de futbol d'Itàlia\|{{#if:\|]]                                      | Mattia Perin                |
| 3  | DEF  | [[Fitxer:Flag of Brazil.svg\|23x15px\|border \|alt=Brasil\|link=Selecció de futbol del Brasil\|{{#if:\|]]                                   | Bremer                      |
| 4  | DEF  | [[Fitxer:Flag of Italy.svg\|23x15px\|border \|alt=Itàlia\|link=Selecció de futbol d'Itàlia\|{{#if:\|]]                                      | Federico Gatti              |
| 5  | MIG  | [[Fitxer:Flag of Italy.svg\|23x15px\|border \|alt=Itàlia\|link=Selecció de futbol d'Itàlia\|{{#if:\|]]                                      | Manuel Locatelli (capità)   |
| 6  | DEF  | [[Fitxer:Flag of England.svg\|23x15px\|border \|alt=Anglaterra\|link=Selecció de futbol d'Anglaterra\|{{#if:\|]]                            | Lloyd Kelly                 |
| 7  | DAV  | [[Fitxer:Flag of Portugal.svg\|23x15px\|border \|alt=Portugal\|link=Selecció de futbol de Portugal\|{{#if:\|]]                              | Francisco Conceição         |
| 8  | MIG  | [[Fitxer:Flag of the Netherlands.svg\|23x15px\|border \|alt=Països Baixos\|link=Selecció de futbol dels Països Baixos\|{{#if:\|]]           | Teun Koopmeiners            |
| 9  | DAV  | [[Fitxer:Flag of Serbia.svg\|23x15px\|border \|alt=Sèrbia\|link=Selecció de futbol de Sèrbia\|{{#if:\|]]                                    | Dušan Vlahović              |
| 10 | DAV  | [[Fitxer:Flag of Turkey.svg\|23x15px\|border \|alt=Turquia\|link=Selecció de futbol de Turquia\|{{#if:\|]]                                  | Kenan Yıldız                |
| 11 | DAV  | [[Fitxer:Flag of Argentina.svg\|23x15px\|border \|alt=Argentina\|link=Selecció de futbol de l'Argentina\|{{#if:\|]]                         | Nico González               |
| 14 | DAV  | [[Fitxer:Flag of Poland.svg\|23x15px\|border \|alt=Polònia\|link=Selecció de futbol de Polònia\|{{#if:\|]]                                  | Arkadiusz Milik             |
| 15 | DEF  | [[Fitxer:Flag of France (1794–1815, 1830–1974).svg\|23x15px\|border \|alt=França\|link=Selecció de futbol de França\|{{#if:\|]]             | Pierre Kalulu               |
| 16 | MIG  | [[Fitxer:Flag of the United States.svg\|23x15px\|border \|alt=Estats Units d'Amèrica\|link=Selecció de futbol dels Estats Units\|{{#if:\|]] | Weston McKennie (2n capità) |
| 17 | MIG  | [[Fitxer:Flag of Montenegro.svg\|23x15px\|border \|alt=Montenegro\|link=Selecció de futbol de Montenegro\|{{#if:\|]]                        | Vasilije Adžić              |

| N. | Pos. | Nac. | Jugador             |
| -- | ---- | --- | ------------------- |
| 18 | MIG  | [[Fitxer:Flag of Serbia.svg\|23x15px\|border \|alt=Sèrbia\|link=Selecció de futbol de Sèrbia\|{{#if:\|]]                        | Filip Kostić        |
| 19 | MIG  | [[Fitxer:Flag of France (1794–1815, 1830–1974).svg\|23x15px\|border \|alt=França\|link=Selecció de futbol de França\|{{#if:\|]] | Khéphren Thuram     |
| 21 | MIG  | [[Fitxer:Flag of Italy.svg\|23x15px\|border \|alt=Itàlia\|link=Selecció de futbol d'Itàlia\|{{#if:\|]]                          | Fabio Miretti       |
| 23 | POR  | [[Fitxer:Flag of Italy.svg\|23x15px\|border \|alt=Itàlia\|link=Selecció de futbol d'Itàlia\|{{#if:\|]]                          | Carlo Pinsoglio     |
| 24 | DEF  | [[Fitxer:Flag of Italy.svg\|23x15px\|border \|alt=Itàlia\|link=Selecció de futbol d'Itàlia\|{{#if:\|]]                          | Daniele Rugani      |
| 25 | DEF  | [[Fitxer:Flag of Portugal.svg\|23x15px\|border \|alt=Portugal\|link=Selecció de futbol de Portugal\|{{#if:\|]]                  | João Mário          |
| 26 | MIG  | [[Fitxer:Flag of Brazil.svg\|23x15px\|border \|alt=Brasil\|link=Selecció de futbol del Brasil\|{{#if:\|]]                       | Douglas Luiz        |
| 27 | DEF  | [[Fitxer:Flag of Italy.svg\|23x15px\|border \|alt=Itàlia\|link=Selecció de futbol d'Itàlia\|{{#if:\|]]                          | Andrea Cambiaso     |
| 29 | POR  | [[Fitxer:Flag of Italy.svg\|23x15px\|border \|alt=Itàlia\|link=Selecció de futbol d'Itàlia\|{{#if:\|]]                          | Michele Di Gregorio |
| 30 | DAV  | [[Fitxer:Flag of Canada (Pantone).svg\|23x15px\|border \|alt=Canadà\|link=Selecció de futbol del Canadà\|{{#if:\|]]             | Jonathan David      |
| 32 | DEF  | [[Fitxer:Flag of Colombia.svg\|23x15px\|border \|alt=Colòmbia\|link=Selecció de futbol de Colòmbia\|{{#if:\|]]                  | Juan Cabal          |
| 33 | DEF  | [[Fitxer:Flag of Portugal.svg\|23x15px\|border \|alt=Portugal\|link=Selecció de futbol de Portugal\|{{#if:\|]]                  | Tiago Djaló         |
| 37 | DEF  | [[Fitxer:Flag of Italy.svg\|23x15px\|border \|alt=Itàlia\|link=Selecció de futbol d'Itàlia\|{{#if:\|]]                          | Nicolò Savona       |
| 40 | DEF  | [[Fitxer:Flag of Sweden.svg\|23x15px\|border \|alt=Suècia\|link=Selecció de futbol de Suècia\|{{#if:\|]]                        | Jonas Rouhi         |

## Jugadors històrics destacats
Categoria principal: Futbolistes de la Juventus
- Pietro Anastasi
- Roberto Baggio
- Roberto Bettega
- Roberto Boninsegna
- Giampiero Boniperti
- Felice Borel
- Gianluigi Buffon
- Antonio Cabrini
- Umberto Caligaris
- Fabio Cannavaro
- Fabio Capello
- Franco Causio
- Giampiero Combi
- Antonio Conte
- Antonello Cuccureddu
- Alessandro Del Piero
- Angelo Di Livio
- Ciro Ferrara
- Giovanni Ferrari
- Giuseppe Furino
- Claudio Gentile
- Filippo Inzaghi
- Ermes Muccinelli
- Federico Munerati
- Carlo Parola
- Angelo Peruzzi
- Fabrizio Ravanelli
- Virginio Rosetta
- Paolo Rossi
- Sandro Salvadore
- Gaetano Scirea
- Stefano Tacconi
- Marco Tardelli
- Gianluca Vialli
- Christian Vieri
- Gianluca Zambrotta
- Dino Zoff
- Raimundo Orsi
- Luis Monti
- Omar Sívori
- José Altafini
- Helmut Haller
- Thomas Häßler
- Jürgen Kohler
- Andreas Möller
- Stefan Reuter
- Carlos Tévez
- Alen Bokšić
- John Hansen
- Michael Laudrup
- Luis del Sol
- Didier Deschamps
- Michel Platini
- Lilian Thuram
- David Trezeguet
- Patrick Vieira
- Zinédine Zidane
- John Charles
- Ferenc Hirzer
- Liam Brady
- Edgar Davids
- Zbigniew Boniek
- Paulo Sousa
- Massimo Bonini
- Vladimir Jugović
- Zlatan Ibrahimović
- Pavel Nedvěd
- Paolo Montero

## Galeria d'imatges

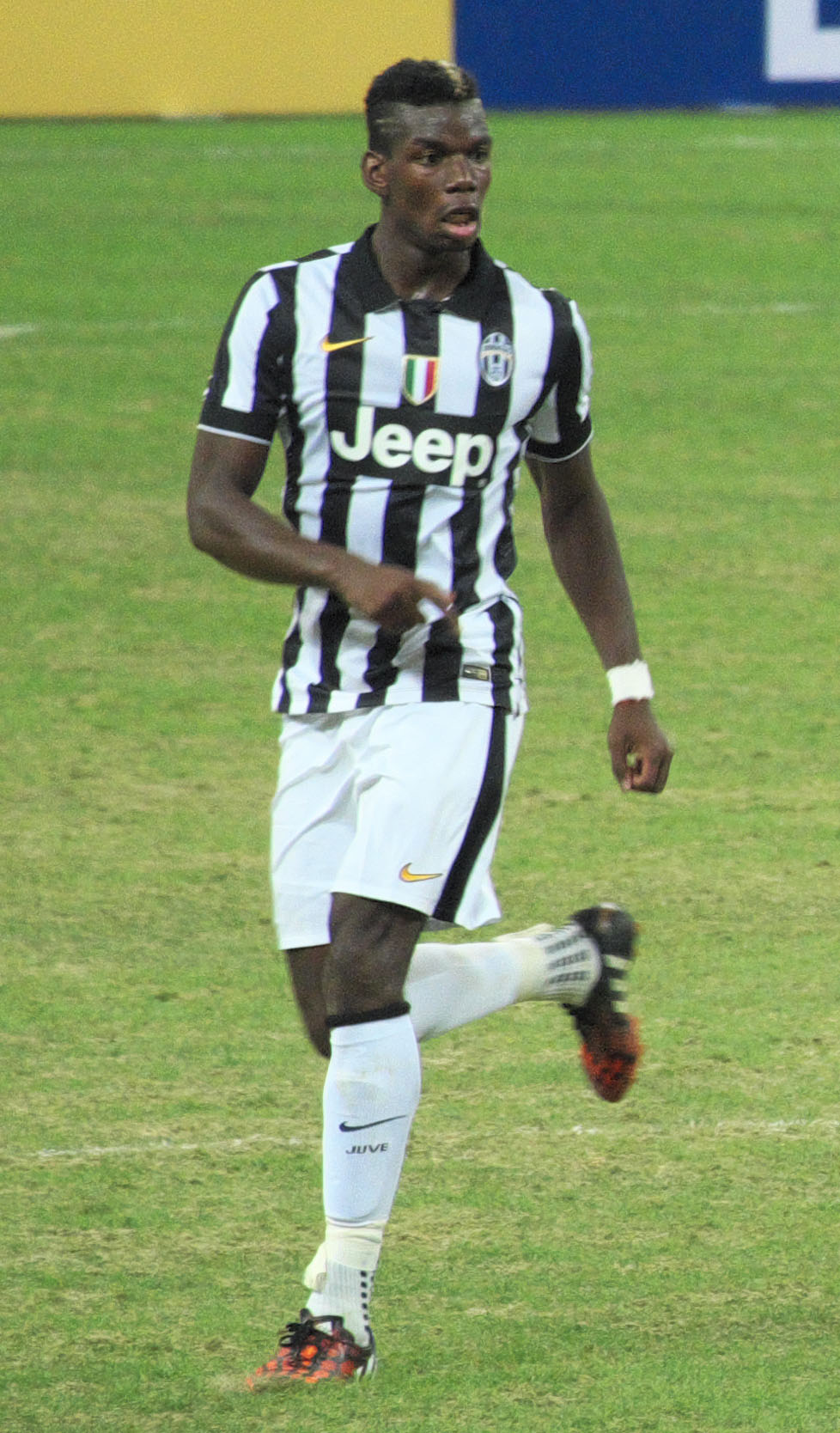
Manchester United per 120 milions d'euros, convertint-se en el fitxatge més car de la història.
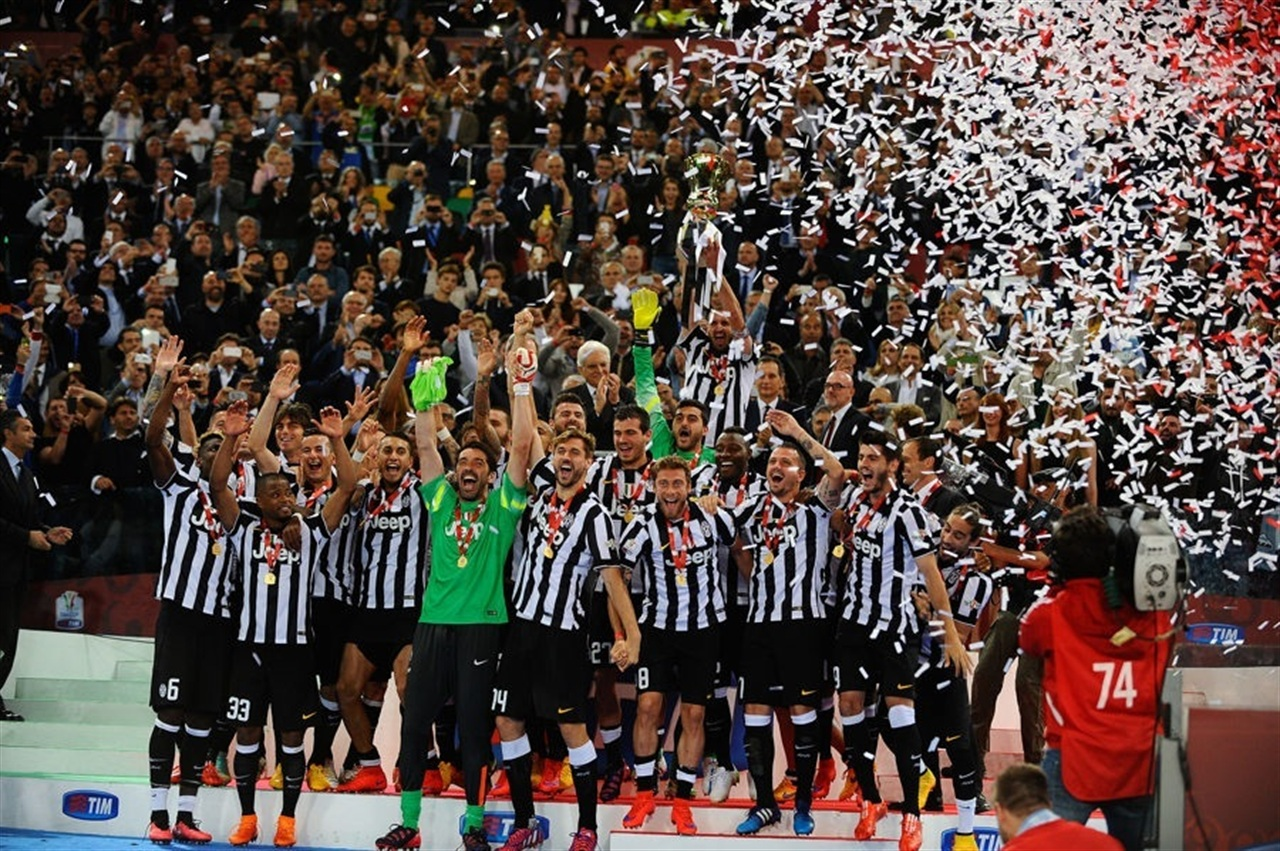
La Juventus amb el trofeu de la Copa d'Itàlia 2014-15.
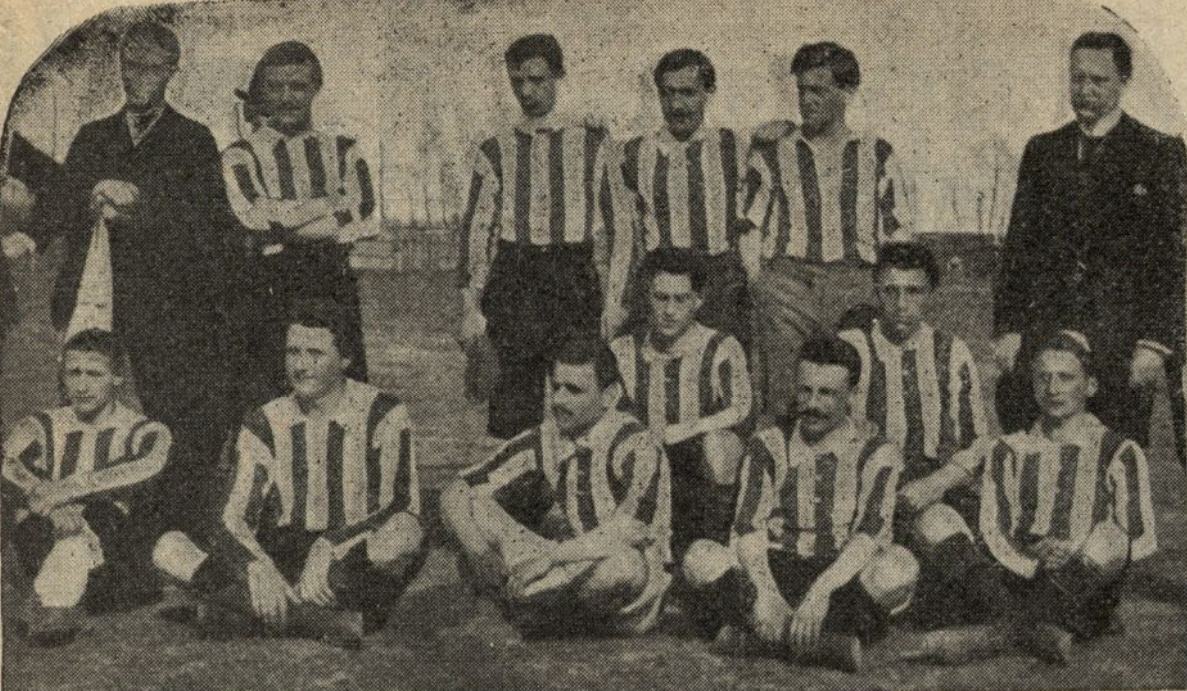
Formació de la Juventus el 1903.